# Qian Xiuling
Qian Xiuling, ou Siou-Ling Tsien de Perlinghi, née en 1912 à Yixing et morte en 2008, est une scientifique et résistante sino-belge. Elle est récompensée de la médaille de la reconnaissance belge 1940-1945 pour avoir sauvé près de cent vies au cours de la Seconde Guerre mondiale en Belgique. Une série télévisée biographique de 16 épisodes lui a été consacrée en Chine.

## Biographie

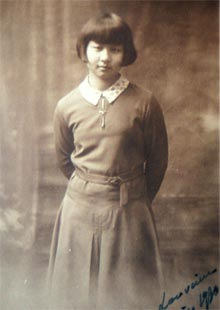
Qian Xiuling en 1930

### Enfance et formation
Qian Xiuling naît à Yixing, dans la province de Jiangsu en 1912, d'une famille étendue et socialement bien introduite.
En 1929, à 17 ans, elle quitte la Chine pour l'Europe, souhaitant étudier la chimie à l'université catholique de Louvain.
En 1933, elle épouse Grégoire de Perlinghi, un docteur belge, après avoir rompu ses fiançailles avec son fiancé chinois. Ils partent vivre à Herbeumont.
En 1939, une source suggère qu'elle voyage à Paris dans l'espoir d'étudier au laboratoire de Marie Curie, sans succès, le laboratoire ayant déménagé aux États-Unis en raison de la guerre.

### Résistance

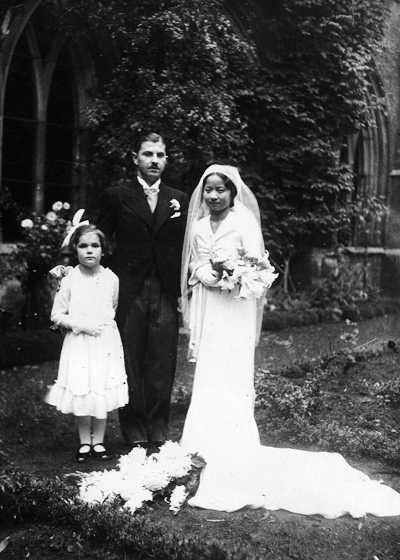
Qian Xiuling se mariant à Grégoire de Perlinghi en 1933.

#### Premier acte
En juin 1940, la commune d'Herbeumont est occupée par l'armée allemande lorsqu'un jeune belge fait exploser un convoi militaire en enterrant une mine sous la voie de chemin de fer.  Le jeune est condamné à mort, mais Qian Xiuling réalise que le général allemand responsable de la Belgique est une connaissance via son cousin, le lieutenant général Qian Zhuolun de l'armée de Chiang Kai-shek. Ce dernier connait le général Alexander von Falkenhausen de son travail passé en Chine pour la coopération sino-germanique. Falkenhausen est alors un conseiller de  Chiang Kai-shek et il travaille en collaboration étroite avec le cousin de Qian Xiuling. Elle écrit une lettre et voyage pour voir Falkenhausen, qui décide d'user de son autorité pour épargner le jeune belge, par humanité,.

#### Sauvetage de 97 prisonniers condamnés à mort
Le 7 juin 1944, Qian Xiuling est encore contactée lorsque les Allemands prennent 97 belges prisonniers et les condamnent à mort en représailles du meurtre de trois officiers de la Gestapo, tués dans la ville d'Ecaussinnes. Bien qu'elle soit alors enceinte de son premier enfant, elle voyage de nouveau pour voir Falkenhausen et lui demander d'intervenir. Il hésite, mais finit par accepter de relâcher les prisonniers, bien qu'il sache qu'il désobéit à un ordre. Le général est convoqué à Berlin pour expliquer son insubordination. Un procès et une condamnation par un tribunal allemand lui sont épargnés en raison de la fin de la guerre. Il est toutefois arrêté, suspect d'avoir participé à l'attentat contre Hitler du 20 juillet 1944, et incarcéré à Buchenwald, ensuite à Dachau. Libéré, il est fait prisonnier de guerre par les Américains et extradé vers la Belgique, où il est jugé et condamné en 1951 pour crimes de guerre.
Qian Xiuling se rend à son procès et plaide en sa faveur, en tant que témoin de moralité. Il est condamné à 12 ans de prison pour avoir exécuté des otages et déporté des juifs, mais il est relâché après trois semaines et prend sa retraite en Allemagne où il meurt en 1966.

## Hommage
- Qian Xiuling se voit décerner la médaille de la reconnaissance belge 1940-1945 par le gouvernement belge[1].
- Son histoire est portée à l'écran en Chine, dans une adaptation dramatisée de 16 épisodes, Une femme chinoise affronte le pistolet de la Gestapo, où son rôle est tenu par Xu Qing[5].
- En 2003, sa petite-fille, Tatiana de Perlinghi, réalise un film documentaire, Ma grand-mère, une héroïne ?[7]
- En 2005, Qian est remerciée par Zhang Qiyue, l'ambassadeur chinois en Belgique, qui visite la maison de retraite où elle vit[8]. Son mari est mort en 1966. Il y a une rue nommée Rue Perlinghi en son honneur dans la ville d'Écaussinnes[9]. Un roman écrit par  Zhang Yawen est publié en 2003 (avec pour titre anglais  Chinese Woman at Gestapo Gunpoint)[10].